# Revit
Revit ist eine Software von Autodesk für Architekten, Gebäudetechniker und Tragwerksplaner, die zur Planung, Modellierung und Dokumentation von Gebäuden dient.

## Beschreibung
Der Name Revit leitet sich aus den Kürzeln der Wörter „Revise Instantly“ ab. Diese Bezeichnung soll auf die Fähigkeit des Programms weisen, dass getätigte Änderungen sofort in alle betroffenen Ansichten übernommen werden. Ändert man z. B. die Lage der Schnittlinie in einem Grundriss, wird die Geometrie im Schnitt sofort aktualisiert; wird die Brüstungshöhe eines Fensters in einer Bauteilliste geändert, passt sich die Darstellung in den entsprechenden Ansichten an.
Objekte werden durch sogenannte Familien dargestellt. Diese speichern ihre Daten als Parametersätze. Überhaupt werden in Bauteil-Familien möglichst parametrisierte Daten bereitgestellt, um Bauteile flexibel einsetzen zu können und zum Beispiel die Dimensionen eines Exemplars anpassen zu können.
Für die Zusammenarbeit an einem Projekt kann eine sogenannte Zentraldatei im Netzwerk bereitgestellt werden, auf der die Beteiligten Arbeitsbereiche zugeteilt bekommen. Über den Dienst Autodesk Docs kann auch via Cloud-Computing auf die Daten zugegriffen werden. Als 4D-BIM-Anwendung bietet Revit Werkzeuge zur Planung und Verfolgung aller Phasen im Lebenszyklus eines Gebäudes.
Autodesk veröffentlicht jedes Jahr eine neue Version seiner Produkte. Für die Jahreszahl der Versionen wird das Fiskaljahr von Autodesk verwendet. Daher heißt die im Mai 2025 erschienene Version Revit 2026. Auf dem deutschen Markt ist Revit seit 2004 erhältlich.

## Geschichte
1997 wurde die Firma Charles River Software gegründet, die im November 1999 eine Version 0.1 von Revit herausbrachte. Als die ursprünglichen Entwickler von Revit gelten Irwin Jungreis und Leonid Raiz. Die Firma wurde im Jahre 2000 in Revit Technology Corporation gewandelt, die dann im April 2000 die 1.0 Version veröffentlichte. Noch im selben Jahr folgten die Versionen 2.0 und 2.1. Im Jahr 2001 folgten die Versionen 3.0, 3.1 und 4.0. Im Januar 2002 folgte noch die Version 4.1, bevor Autodesk Anfang April 2002 das Produkt übernahm. Es folgte eine Reihe von Updates; bis zum Jahr 2005 war man bei Version 8.1 angelangt. Zu dieser Zeit wurde Revit Structure eingeführt, das speziell für die Tragwerksplanung abgestimmte Werkzeuge bereithielt. Deshalb führte man die Bezeichnungen Revit Building und Revit Structure für die Zweige Architektur bzw. Tragwerksplanung ein. Im Jahr 2007 führte Autodesk für Revit die Jahresbezeichnung als Versionsname ein und ersetzte damit das bisherige numerische Versionssystem, das 2006 mit Version 9.1 endete.
2009 wurde das AccuRender-Rendermodul durch das mental ray-Rendermodul ersetzt.
2011 ergänzte Autodesk die Revit-Story mit dem Produkt Revit MEP 2012. Revit MEP ist der Gebäudetechnik- bzw. TGA-Teil, der im Prinzip die gleichen Ansätze seiner Vorreiter Revit Architecture und Revit Structure verfolgt.
Mit Version 2013 ist Revit in entsprechenden Software-Suiten als One Box erhältlich. Autodesk bündelt damit die gesamte Revit-Story mit den Teilen Architecture, Structure und MEP in einer einzigen Software.
Mit Version 2020 ist für den deutschsprachigen Raum (D-A-CH) die Zusatzapplikation Raumbuch, Flächenbuch, Gebäudebuch erhältlich. Diese erweitert die Funktionalität von Revit um nationale Besonderheiten wie z. B. Auswertung der Wohnfläche nach DIN 277.